# Juan de Nova
Juan de Nova ist eine 4,8 km² große tropische Insel in der Straße von Mosambik, zwischen Madagaskar und Mosambik auf 17° 3′ südlicher Breite und 42° 43′ östlicher Länge gelegen. Politisch gehört sie zu den Îles Éparses, einem Distrikt des französischen Überseegebiets Terres australes et antarctiques françaises.

## Geographie
Die Insel Juan de Nova liegt in der zum Indischen Ozean gehörenden Straße von Mosambik, ungefähr 175 km nordwestlich von Maintirano auf Madagaskar und 310 km ostsüdöstlich der mosambikanischen Stadt Angoche. Sie weist eine Länge von etwa 6 km sowie eine Breite von 1600 m auf und wird von einem ausgedehnten Korallenriff umgeben. Das Erscheinungsbild der hauptsächlich aus Beachrock und bis zu 12 m hohen Sanddünen aufgebauten Insel ist durch menschliche Aktivitäten, insbesondere durch den Abbau von Guano,  im 20. Jahrhundert stark verändert worden.
Die Insel weist keinen Hafen, aber einen Ankerplatz vor der Küste auf, außerdem eine ungefähr 1300 m lange, nicht asphaltierte Landepiste für Flugzeuge.

### Klima
Das Klima ist tropisch und weist im Jahresverlauf nur geringe Temperaturschwankungen auf. Die Regenzeit dauert von Dezember bis März; bei hoher Luftfeuchtigkeit (um 80 %) und Durchschnittstemperaturen von mehr als 28 °C fallen beträchtliche Niederschlagsmengen von monatlich rund 100 bis über 300 mm. Von April bis November unterliegt die Insel dem Einfluss südlicher bis südwestlicher Winde; in dieser Zeit sind die Temperaturen etwas kühler, die relative Luftfeuchtigkeit beträgt 70–75 % und es fallen nur geringe Niederschlagsmengen.
|                       | Jan  | Feb  | Mär  | Apr  | Mai  | Jun  | Jul  | Aug  | Sep  | Okt  | Nov  | Dez  |   |      |
| Mittl. Tagesmax. (°C) | 30,1 | 30,0 | 30,4 | 30,2 | 28,9 | 27,4 | 26,8 | 26,9 | 27,7 | 28,8 | 29,9 | 30,4 | ⌀ | 29   |
| Mittl. Tagesmin. (°C) | 26,6 | 26,5 | 26,8 | 26,8 | 25,8 | 24,3 | 23,4 | 23,3 | 23,7 | 24,7 | 25,8 | 26,4 | ⌀ | 25,3 |
|                       |      |      |      |      |      |      |      |      |      |      |      |      |   |      |
| Niederschlag (mm)     | 324  | 289  | 140  | 21   | 18   | 9    | 11   | 4    | 1    | 8    | 22   | 139  | Σ | 986  |
|                       |      |      |      |      |      |      |      |      |      |      |      |      |   |      |
| Sonnenstunden (h/d)   | 7,4  | 7,2  | 8,3  | 9,2  | 9,1  | 9,1  | 8,9  | 9,2  | 9,4  | 10,1 | 10,0 | 8,1  | ⌀ | 8,8  |
|                       |      |      |      |      |      |      |      |      |      |      |      |      |   |      |
| Regentage (d)         | 12   | 12   | 8    | 3    | 2    | 2    | 2    | 1    | 0    | 1    | 2    | 8    | Σ | 53   |
|                       |      |      |      |      |      |      |      |      |      |      |      |      |   |      |
| Luftfeuchtigkeit (%)  | 80   | 81   | 78   | 74   | 71   | 70   | 71   | 72   | 74   | 75   | 75   | 77   | ⌀ | 74,8 |

| 26,6 |

| 26,5 |

| 26,8 |

| 26,8 |

| 25,8 |

| 24,3 |

| 23,4 |

| 23,3 |

| 23,7 |

| 24,7 |

| 25,8 |

| 26,4 |

| 26,6 |

| 26,5 |

| 26,8 |

| 26,8 |

| 25,8 |

| 24,3 |

| 23,4 |

| 23,3 |

| 23,7 |

| 24,7 |

| 25,8 |

| 26,4 |

### Flora und Fauna
Unter allen Îles Éparses weist Juan de Nova die artenreichste Flora auf. Unter anderem wurden neben einer nur auf dieser Insel vorkommenden Hypoestes-Art neun einheimische und sechs für Madagaskar endemische Arten gefunden.
Neben drei Arten von Landvögeln und einer Reiherart brüten auf der Insel auch Ruß- und Eilseeschwalben. Mit etwa 450.000 Brutpaaren (2013) ist die Rußseeschwalbenkolonie eine der größten im Gebiet des Indischen Ozeans.
Das ausgedehnte Riff um die Insel beherbergt eine reichhaltige maritime Fauna. Neben rund 300 im Riff heimischen Fischarten kommen in den umgebenden Gewässern zwölf Arten von Haien sowie fünf Arten von Rochen vor. Die Insel dient der Suppenschildkröte und der vom Aussterben bedrohten Echten Karettschildkröte als Eiablageplatz.
Alle auf der Insel vorkommenden Säugetierarten (Hauskatze, Hausratte und Hausmaus) wurden vom Menschen eingeführt und richten beträchtliche Schäden an den einheimischen Arten an. Da die Katzen den Fortbestand der Seeschwalbenkolonie gefährden, wurde im Jahr 2015 ein Programm zu ihrer Ausrottung gestartet.

## Geschichte, Politik und Verwaltung
Die Insel wurde im Jahr 1501 vom galicischen Seefahrer in portugiesischen Diensten João da Nova entdeckt, der sie nach seiner Heimat Galega oder Agalega nannte. Ab 1519 erscheint die Insel auf Karten unter wechselnden Namen, darunter auch verschiedenen Versionen des Namens ihres Entdeckers. Ihren endgültigen Namen erhielt sie erst 1825 durch den britischen Marineoffizier William Owen.
Am 31. Oktober 1897 wurde die Inbesitznahme durch Frankreich „in Ausführung des Gesetzes vom 6. August 1896“ offiziell verkündet.
Mit Anbruch des 20. Jahrhunderts begann die Ausbeutung der wirtschaftlichen Ressourcen der Insel. Eine 3,5 ha große Plantage mit Obstbäumen und Kokospalmen wurde angelegt, und die Vorkommen des zu Phosphorit umgewandelten Guanos wurden in industriellem Maßstab abgebaut, wofür eine Aufbereitungsanlage errichtet wurde. Die Produktion erreichte 1923 eine Menge von 53.000 Tonnen Phosphorit. Die Überreste der zum Transport des abgebauten Gesteins angelegten Schmalspurbahn wurden 2009 demontiert.
1911 strandete die SS Tottenham südlich der Insel (17° 5′ S, 42° 43′ O). Das Wrack ist bis heute, auch auf Satellitenbildern, sichtbar.
Während des Zweiten Weltkriegs wurden alle Aktivitäten auf der Insel eingestellt; mehrere Einrichtungen wurden zerstört, damit sie nicht von der gegnerischen Kriegspartei genutzt werden konnten. Nach Kriegsende wurde eine neue Konzession zum Abbau der Phosphate an die SOFIM (Société Française des Iles Malgaches) vergeben. Diese Abbauperiode endete infolge eines Streiks der Minenarbeiter und des Verfalls der Phosphatpreise im Jahr 1968. 1965/66 wurde ein erster Leuchtturm auf Juan de Nova erbaut, 1973 eine permanente Wetterstation eingerichtet.
Wie die übrigen Îles Éparses wird die Insel seit 2005 vom Präfekten und obersten Verwalter der französischen Süd- und Antarktisgebiete verwaltet. Davor war sie seit 1960 vom Präfekten des Übersee-Départements Réunion verwaltet worden, ohne selbst zu Réunion zu gehören. Mit Gesetz vom 21. Februar 2007 wurde Juan de Nova gemeinsam mit den anderen Îles Éparses als fünfter Distrikt in die französischen Süd- und Antarktisgebiete eingegliedert.
Die ausschließliche Wirtschaftszone (AWZ) erstreckt sich über eine Fläche von 61.050 km².
Auf Juan de Nova befindet sich seit 1973 ein kleiner Militärstützpunkt. Die Besatzung besteht aus 14 Soldaten sowie einem Gendarmen.
Seit seiner Unabhängigkeit im Jahr 1960 erhebt Madagaskar Anspruch auf die Insel.